# Lovebars
| Recensione | Giudizio |
| ---------- | -------- |
| Newsic     | 7,25/10  |
| Ondarock   | 4/10     |
| Rockol     | 7/10     |

Lovebars è il primo album in studio collaborativo dei cantautori e rapper italiani Coez e Frah Quintale, pubblicato l'8 settembre 2023.

## Tracce
1. Era già scritto – 1:58
2. Terra bruciata – 2:45
3. Lovebars – 2:45
4. Fari lontani – 2:53
5. Alta marea – 2:51
6. Vetri fumè – 3:47
7. Local Heroes – 2:12
8. Che colpa ne ho – 2:44
9. DM (feat. Guè) – 3:14
10. Una luce alle 03:00 – 3:27
11. Se esiste un dio – 2:53
12. Aspettative – 2:54

## Classifiche di fine anno
| Classifica (2023) | Posizione |
| ----------------- | --------- |
| Italia            | 48        |
| Classifica (2024) | Posizione |
| Italia            | 76        |